# 項煜
項煜（1598年—1645年），字仲昭，號水心，直隸蘇州府吳縣人，明末政治人物。

## 生平
天啓五年（1625年）乙丑科進士。依附魏忠賢。選庶吉士，歷官翰林院檢討。崇禎二年（1629年）清軍入塞，項煜就此彈劾兵部尚書王洽，引世宗斬丁汝夔舊例，主張嚴懲。崇祯帝遂決心將王洽下獄擬斬，王洽瘐死。崇禎十年（1637年），項煜任東宮講官，教授太子朱慈烺讀書。又彈劾內閣首輔張志發把持考選，被崇祯帝逐出。官至詹事府少詹事兼翰林院侍讀。
崇禎十七年（1644年），李自成破北京，項煜投降。大順大學士黎志升原為項煜甲戌科所取進士，欲推薦其任高官。然而，項煜僅得授太常寺丞，十分沮喪。奉命祭祀泰山，驛馳至山東，變裝南逃。
項煜家為蘇州巨富。五月，當地諸生聲討從賊鄉官，項煜及大理寺正錢位坤、通政司參議宋學顯、禮部員外郎湯有慶家皆被吳中士民給焚燒劫掠。福王在南京即位，項煜盛裝參加朝賀，諸臣稱怪。十二月，刑部尚書解學龍治從賊之獄，上六等定罪名單，項煜擬為「三等應絞擬贖者」。弘光元年（1645年），清軍破南京。六月，項煜逃亡浙東，至慈谿冯元飏家。當地有人以其為賊臣，投入橋下溺死。

## 評價
項煜在天啟朝親近閹黨，在崇禎朝以激烈言辭沽名，後因「從賊」身死，《明季北略》等著作對其評價極差。項煜在慈谿遇害時，知縣王玉藻是其門生，卻置之不問，有人質疑其不顧師生情誼，玉藻卻道：「吾豈能為向雄之待鍾會哉！夫君臣之與師友，果孰重？」聽到的人無不對其肅然起敬。清雍正年間，汪景祺曾在《西征随笔》中为其死鸣不平。